# Román Baldorioty de Castro

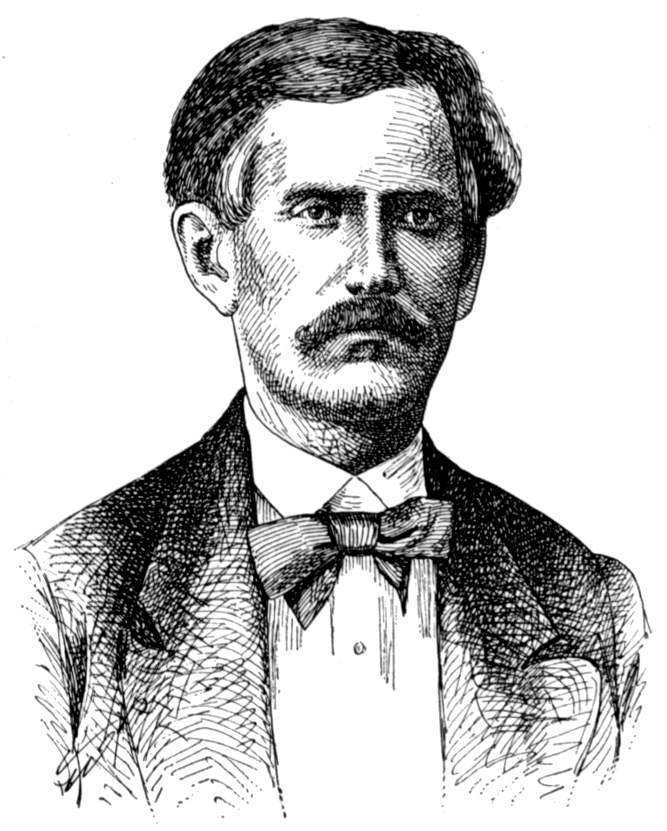
Román Baldorioty de Castro

Román Baldorioty de Castro (* 23. Februar 1822 in Guaynabo, Puerto Rico; † 30. September 1889 in Ponce, Puerto Rico) war der bekannteste Abolitionist Puerto Ricos und setzte sich für das Recht auf Selbstbestimmung seiner Heimat ein.

## Leben
Baldorioty stammte aus einer armen Familie. Er erhielt seine Ausbildung in der Hauptstadt San Juan und war ein Schüler von Rafael Cordero. Er studierte mit einem Stipendium in Spanien und erwarb einen Abschluss in Physik und Mathematik an der Universität Complutense Madrid. Außerdem besuchte er die zentrale Kunstschule in Paris. 1853 wurde Baldorioty Mitglied der liberalen Reformpartei. Neben der Politik betätigte er sich in der Lehre. An der School of Commerce, Agriculture and Maritime Studies in San Juan unterrichtete er Botanik und maritime Wissenschaft.
Von 1860 bis 1865 vertrat er Puerto Rico als Abgeordneter im spanischen Parlament. Er nutzte seine Position, um seine Ansichten zur Abschaffung der Sklaverei und der Errichtung einer Verfassung, die den Puertoricanern mehr politische Rechte garantiert, kundzutun. 1870 wurde er zum Vertreter des spanischen Gerichts ernannt und erwarb sich dort seinen Ruf als „Vater der puerto-ricanischen Autonomie“. Am 19. November 1872 präsentierte er gemeinsam mit Luis Padial, Julio Vizcarrondo und dem spanischen Minister für Übersee, Segismundo Moret, einen Entwurf zur Abschaffung der Sklaverei. Am 22. März 1873 stimmte die spanische Regierung dem Vorschlag zu, der als Moret-Gesetz bekannt wurde.
Bei seiner Rückkehr nach Puerto Rico 1873 gründete Baldorioty in Ponce die Zeitung El Derecho (Das Gesetz). Er gründete außerdem die Wochenzeitung La Crónica, in der er seine Vorstellungen von der Autonomie der Insel verkünden konnte. 1887 wurde er der Präsident der gemeinsam mit José de Diego gegründeten Autonomist Party of Puerto Rico und ernannte den jungen Politiker Antonio Rafael Barceló zum Sekretär. Ihre Partei war eine der ersten überhaupt in Puerto Rico. Nach ihrem Credo sollte Puerto Rico eine eigene Regierung bilden und einen Vertreter im spanischen Parlament haben. Die spanische Regierung betrachtete Baldorioty als gefährliche Person und Dissidenten, weshalb sie ihn im Fort San Felipe del Morro in San Juan inhaftierte. Obwohl er schnell wieder aus dem Gefängnis entlassen wurde, litt seine Gesundheit sehr unter der kurzen Gefangenschaft und er starb kurz danach.
In Bayamón, Juana Díaz und San Germán sind Plazas nach ihm benannt. Außerdem tragen mehrere Schulen und ein Highway in Puerto Rico seinen Namen.